# Rhauculus unicolor
Rhauculus unicolor is een hooiwagen uit de familie Cosmetidae. De originele naamcombinatie (protoniem) was Metarhaucus unicolor Roewer, 1957. Een volgende naamrecombinatie werd gepubliceerd als Rhauculus unicolor (Roewer, 1957) in Medrano, García, & Kury, 2022.